# Kurt Winkler (Historiker)
Kurt Winkler (* 1956) ist ein deutscher Kunsthistoriker, Kurator und Museumsleiter.
Winkler studierte Kunstgeschichte, Philosophie und Bibliothekswissenschaften an den Universitäten Würzburg und Berlin und wurde promoviert. Er war unter anderem amtierender Generaldirektor der Stiftung Stadtmuseum Berlin. Von 2008 bis 2022 war er Direktor des Hauses der Brandenburgisch-Preußischen Geschichte in Potsdam.
Er hat Publikationen zur Geschichte und Theorie des Museums, zur Berliner Stadtgeschichte und zur brandenburgischen Landesgeschichte vorgelegt.

## Schriften (Auswahl)
- mit Peter Knüvener, Jan Friedrich Richter: Karl IV. Ein Kaiser in Brandenburg. Verlag für Berlin-Brandenburg, Berlin 2016.
- Hrsg. mit Frank Göse, Winfried Müller, Anne-Katrin Ziesak: Preußen und Sachsen. Szenen einer Nachbarschaft. Sandstein-Verlag, Dresden 2014, ISBN 978-3-95498-084-0.
- Hrsg.: Gefühlte Geschichte. 100 Jahre Märkisches Museum. Verlag Stadtmuseum, Berlin 2008.
- Hrsg. mit Sven Kuhrau: Juden, Bürger, Berliner. Das Gedächtnis der Familie Beer – Meyerbeer – Richter. Begleitend zur gleichnamigen Ausstellung im Märkischen Museum, Berlin, 19. März – 27. Juni 2004. Stiftung Stadtmuseum Berlin, Leipzig 2004.
- Hrsg. mit Martina Weinland: Das Jüdische Museum im Stadtmuseum Berlin. Eine Dokumentation = The Jewish Museum in the Berlin Municipal Museum, Berlin 1997.